# Xã Carpenter, Quận Steele, Bắc Dakota
Xã Carpenter (tiếng Anh: Carpenter Township) là một xã thuộc quận Steele, tiểu bang Bắc Dakota, Hoa Kỳ. Năm 2010, dân số của xã này là 51 người.